# Жаилма (Костанайская область)
Жаилма (каз. Жайылма) — село в Камыстинском районе Костанайской области Казахстана. Административный центр Жаилминского сельского округа. Находится на правом берегу рекиТобол, примерно в 49 километрах к югу от районного центра, села Камысты. Код КАТО — 394847100.

## Население
В 1999 году население села составляло 1025 человек (493 мужчины и 532 женщины). Самым известным выходцем из села Жаилма является Ким Руслан Геннадьевич, великий овощевод . По данным переписи 2009 года, в селе проживал 291 человек (140 мужчин и 151 женщина).